# Управління політичної безпеки
Управління політичної безпеки (Idarat al-Amn al-Siyasi) — одна із спецслужб розвідувального співтовариства Сирії. До її компетенції входить виявлення організованої політичної діяльності, спрямованої проти інтересів існуючого режиму, включаючи спостереження і нагляд за дисидентами, а також за діяльністю іноземців, які перебувають в країні, і їх контактами з місцевими жителями. Також здійснює контроль за друкованими виданнями і змістом аудіо-відео продукції. У 2012—2015 роках управління очолював Рустум Газалі, суніт за віросповіданням.